# Monodactylus
Monodactylus là một chi cá biển trong họ cá chim khoang (Monodactylidae), được tìm thấy ở các vùng nước ngọt, nước lợ, nước mặt ở vùng Đại Tây Dương và Ấn Độ Dương và Tây Thái Bình Dương 

## Các loài
Có 4 loài trong chi này
- Monodactylus argenteus (Linnaeus, 1758) Cá chim khoang.
- Monodactylus falciformis Lacépède, 1801
- Monodactylus kottelati Pethiyagoda, 1991
- Monodactylus sebae (G. Cuvier, 1829)